# Station Skerries
Station Skerries  is een treinstation in Skerries in het Ierse graafschap Dublin. Het ligt aan de lijn Dublin - Belfast. Naar Dublin rijdt buiten de spits ieder uur ten minste een trein, in de spits ieder kwartier. In noordelijke richting rijden de meeste treinen tot Drogheda. In Dundalk is er een verbinding met Belfast.